# حکاکی با لیزر

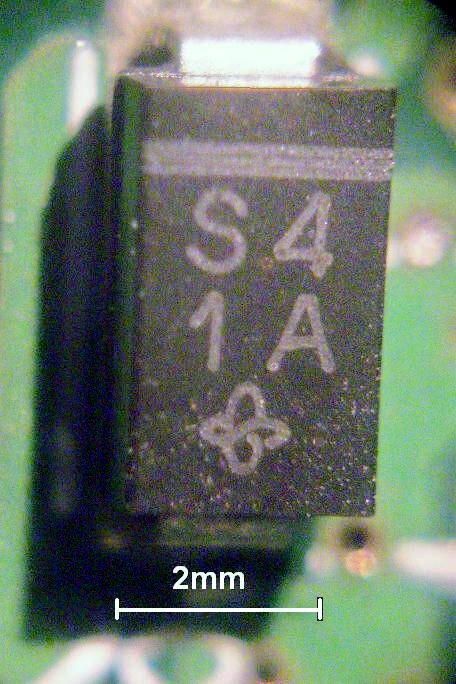
قطعه الکترونیکی علامت‌گذاری شده با لیزر

حکاکی با لیزر عملی است که در آن از لیزر برای حکاکی بر روی اجسام استفاده می شود. از طرف دیگر ، علامت‌گذاری با لیزر، دسته گسترده‌تری از راهکارها برای ایجاد اثر بر روی اجسام است که شامل تغییر رنگ به دلیل تغییر شیمیایی / مولکولی، سوزاندن، کف‌سازی، ذوب کردن، فرسایش و غیره است. در این روش خبری از جوهر یا وسایلی که در اثر تماس یا سطح حکاکی فرسوده میشوند، نیست. این یک مزیت نسبت به فناوری‌های دیگر حکاکی یا علامت‌گذاری است.

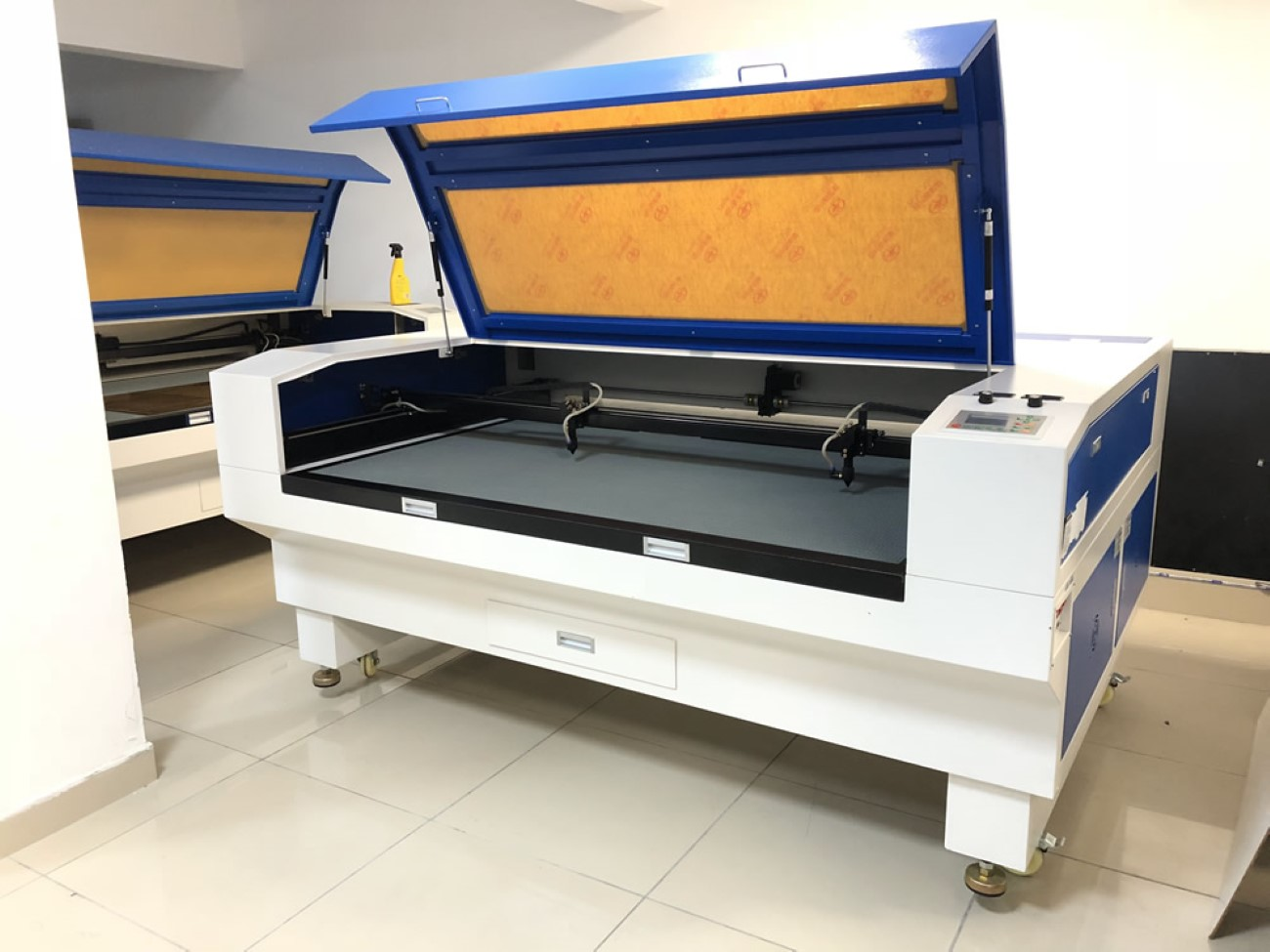
یک نمونه دستگاه حکاکی با لیزر

تأثیر علامت گذاری لیزر برای مواد "لیزرپذیر" که به طور خاص طراحی شده‌اند و همچنین برای برخی از رنگها، بارزتر است. این مواد شامل پلیمرهای حساس به لیزر و آلیاژهای جدید فلزی می‌شود.

## مواد قابل حکاکی
موادی مانند مواد طبیعی، پلاستیک‌، فلزات، فلزات روکش‌دار، سنگ و شیشه برای فرایند حکاکی با لیزر قابل استفاده هستند که در ادامه به اختصار توضیحاتی در مورد برخی از آنان داده شده است.

### مواد طبیعی
علامت‌گذاری بر روی مواد آلی مانند چوب بر اساس کربنیزاسیون مواد است که باعث تیرگی سطح و علامت‌های با کنتراست بالا می‌شود. اثرات"سوزاندن" مستقیم روی چوب از اولین موارد استفاده از لیزر به منظور حکاکی بود. قدرت لیزر مورد نیاز در اینجا غالباً کمتر از 10 وات است که بسته به لیزری که مورد استفاده قرار می‌گیرد متفاوت است. چوب های سخت مانند گردو، چوب ماهون و افرا نتایج خوبی دارند. علامت گذاری چوب‌های نرم به کمترین سطح قدرت نیاز دارد؛ در حالی که خنک کننده فعال (به عنوان مثال یک فن با جریان هوای کافی) باعث مهار احتراق می‌شود. کاغذهای سخت و تخته های فیبر به خوبی کار می‌کنند. کاغذهای پرز و کاغذ روزنامه مانند چوب های نرم است. خز غیرقابل حکاکی است. چرم را می‌توان با لیزر حکاکی کرد و نتیجه کار کاملاً شبیه به نتیجه روش‌های دیگر علامت‌گذاری روی چرم دارد. برخی از ترکیبات لاستیکی لاتکس را می‌توان با لیزر حکاکی کرد.

### فلزات
فلزات مواد مقاوم در برابر حرارت هستند ، مارک گذاری فلزات به تابش لیزر با چگالی بالا نیاز دارد.  توان لیزرهای معمول منجر به ذوب شدن فلزات می‌شود و حداکثر توان باعث تبخیر مواد می‌گردد.
بهترین مواد برای حکاکی به روش سنتی، بدترین مواد برای حکاکی با لیزر بودند. این مشکل اکنون با استفاده از لیزرهای با طول موج کوتاهتر نسبت به لیزرکربن دی‌اکسید با طول موج 10640 نانومتر حل شده است. با استفاده از لیزرهای Yb: Fiber، Nd: YVO4 یا Nd: YAG با طول موج 1064 نانومتر یا هارمونیک‌های آنها با طول موج 532 و 355 نانومتر، فلزات به راحتی می‌توانند با استفاده از سیستم‌های تجاری حکاکی شوند.

### فلزات روکش‌دار

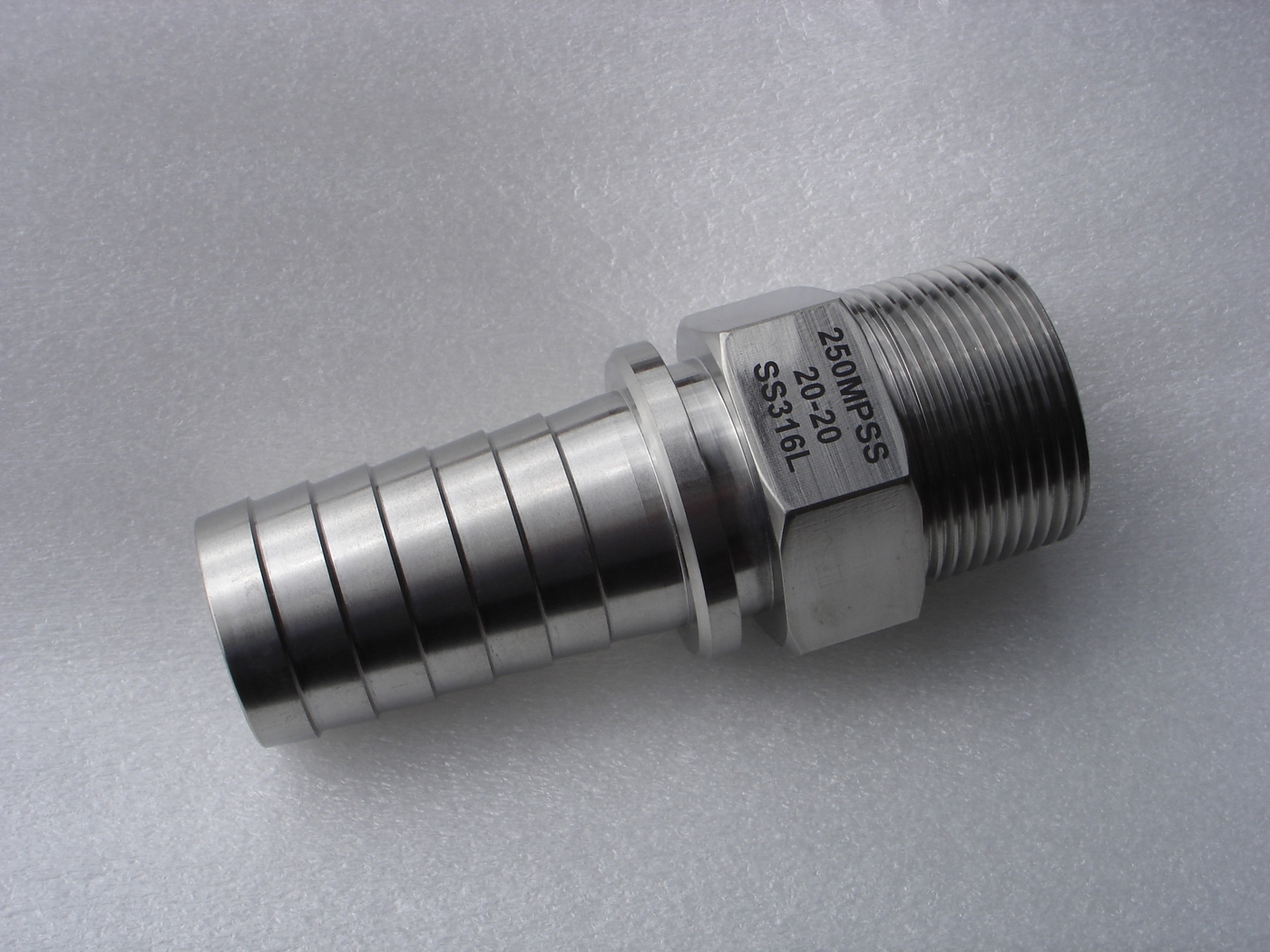
حکاکی روی فولاد ضد زنگ (SS316L)

برای حکاکی لیزری صفحات فلزی، فلزی با سطح پولیش خورده و  کاملاً صیقلی و روکش شده با رنگ‌های لعابی ساخته می‌شود تا "سوزانده شوند". در بازه قدرتی 10 تا 30 وات، با پاک شدن کامل پوشش روی فلزات، حکاکی های فوق‌العاده‌ای انجام می‌شود. آثار حکاکی لیزری به صورت حروف برنجی یا فولادی با روکش نقره در پس‌زمینه مشکی یا لعابی تیره فروخته می‌شوند. در حال حاضر طیف گسترده ای از جلوه و طرح‌های پایانی مانند چاپ طرح مرمر روی رنگ لعابی در دسترس است.
آلومینیوم آنود شده معمولاً با دستگاه های لیزر کربن دی‌اکسید حکاکی می‌شود. با توان کمتر از 40 وات، این فلز به راحتی و با جزئیات تمیز و چشمگیر حکاکی می شود. لیزر رنگی را که در معرض بستر آلومینیوم سفید یا نقره ای قرار دارد سفید می‌کند. اگرچه حکاکی لیزر در رنگ های متنوع وجود دارد، اما آلومینیوم آنود شده با حکاکی لیزری بهترین کنتراست را در بین تمام رنگ ها ایجاد می‌کند. بر خلاف اکثر مواد حکاکی آنود آلومینیوم هیچ دود یا بقایایی باقی نمی‌گذارد.

### سنگ و شیشه

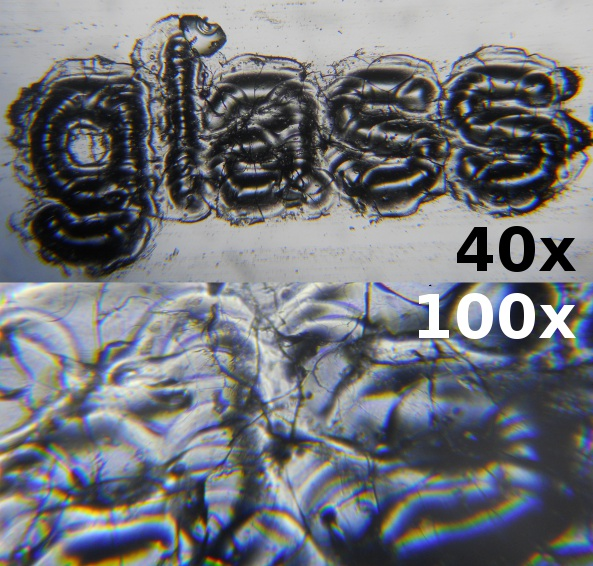
حکاکی کلمه "شیشه" در ابعاد میکروسکوپیک بر روی شیشه با بزرگنمایی‌های 40 و 100 برابر

سنگ و شیشه به سادگی تبدیل به گاز نمی‌شوند. همانطور که انتظار می‌رفت، این امر باعث می‌شود که آنها به طور کلی کاندیدای بهتری برای سایر روش‌های حکاکی باشند، به ویژه سندبلاست یا برش با استفاده از الماس و آب. اما هنگامی که لیزر به شیشه یا سنگ برخورد می‌کند، اتفاق جالب دیگری نیز رخ می‌دهد: شکست قطعه. منافذ موجود در سطح، دانه های طبیعی را در معرض دید قرار می‌دهد که هنگام گرمایش خیلی سریع، می توانند یک چیپ در ابعاد میکروسکوپیک را از سطح جدا کنند؛ زیرا قسمت داغ نسبت به محیط اطرافش منبسط می‌شود. بنابراین از لیزرها برای حکاکی روی شیشه استفاده می‌شود و اگر قدرت، سرعت و فوکوس درست باشد، می توان به نتایج بسیار خوبی دست پیدا کرد. باید از قسمتهای بزرگ "پر کردن" در حکاکی شیشه اجتناب کرد زیرا نتایج در سرتاسر یک سطح غیر یکنواخت است. فرسایش شیشه به تنهایی و به خودی خود نمی تواند بر روی سازگاری بصری اثرگذار باشد؛ که این موضوع بسته به شرایط و اثر مطلوب ممکن است یک نقطه ضعف یا یک مزیت باشد.

## جواهرسازی
تقاضا برای جواهرات شخصی‌سازی شده، جواهرسازان را از مزایای فرایند حکاکی لیزری بیشتر آگاه کرده است.
جواهرسازان دریافتند که با استفاده از لیزر می‌توانند کار حکاکی را با دقت بیشتری انجام دهند. در حقیقت، جواهرسازان کشف کردند که حکاکی لیزری نسبت به سایر روش‌های حکاکی دقت بیشتری دارد. در همین حین، جواهرسازان فهمیدتد که حکاکی‌های اعمال شده به کمک لیزر از ویژگی‌های مطلوب دیگری نیز برخوردار است. این ویژگی‌ها شامل سفارشی‌سازی، شخصی‌سازی و زیبایی محض این سبک حکاکی‌ است.
زمانی جواهرسازانی که اقدام به حکاکی لیزری می‌کردند نیاز به استفاده از وسایل و تجهیزات بسیار بزرگ داشتند. اکنون دستگاه‌هایی که این کار را انجام می‌دهند به صورت unit هایی ساخته و عرضه می‌گردند. برخی کارآفرینان این واحدها و یونیت‌ها را در کیوسک‌های کوچکی در مراکز تجاری قرار داده‌اند. همین امر باعث شده دسترسی به جواهرات حکاکی لیزری بسیار بیشتر باشد. سازندگان ماشین آلات برای جواهرسازی‌های حکاکی لیزری تجهیزات بسیار تخصصی را توسعه داده اند. آنها ماشین‌هایی را طراحی کرده‌اند که می‌توانند داخل یک انگشتر یا پشت یک ساعت را حک کنند
به وسیله لیزر می‌توان سطح مواد را صاف یا منحنی مانند سطوح جواهرات برش داد. این موضوع می‌تواند نشان‌دهنده علت استقبال جواهرسازان از حکاکی لیزری در ساخت جواهرات باشد.

## هنرهای زیبا
از حکاکی لیزری می‌توان برای خلق آثار هنری زیبا نیز استفاده کرد. به طور کلی، این شامل حکاکی در سطوح مسطح، برای آشکار کردن سطوح پایین تر از سطح یا ایجاد شیارها و رشته‌هایی است که می‌توانند با جوهر، لعاب یا مواد دیگر پر شوند. برخی از دستگاه‌های حکاکی‌ لیزری دارای سری‌های چرخشی هستند که می توانند در اطراف یک شی حکاکی کنند. هنرمندان می‌توانند نقاشی‌هایشان را دیجیتالی کنند، تصاویر را روی رایانه اسکن یا ایجاد کنند و تصویر را بر روی قطعه مورد نظرشان حک کنند.

## جام ‌ها، لوح‌ها و جوایز فردی
هزینه نسبتاً کم حکاکی با لیزر،امکان اتوماسیون و مواد اولیه ارزان قیمت، آن را به یک راه حل ایده آل برای شخصی‌سازی جوایز و جام‌ها تبدیل می‌کند؛ در حالی که حکاکی دستی ممکن است یک راه حل مناسب برای جام های گران قیمت و کاپ‌های قهرمانی باشد.
بسیاری از آنها خوانایی لیزر را نیز ترجیح می‌دهند، که اغلب ظاهر با وضوح بیشتری نسبت به روش های دیگر دارد و در عین حال هزینه آن بسیار کمتر است.
مواد قابل لیزر ، چه پلاستیک‌ها و چه FlexiBrass ها ، در رنگ های متنوعی موجود است که موجب افزایش محبوبیت شخصی سازی لیزری برای پلاک ها می‌شود. دو ترکیب محبوب عبارتند از حروف طلایی روی زمینه سیاه و حروف سیاه روی زمینه طلایی. در حالی که همین ترکیبات رنگی برای پلاک ها نیز معمول است، اما تنوع رنگی که در حکاکی پلاک‌ها استفاده می‌شود متنوع تر است.
به دلایل مشابه، حکاکی با لیزر یک گزینه معمول برای هدایای شخصی نیز می‌باشد.

## آینه های اچ‌شده لیزری

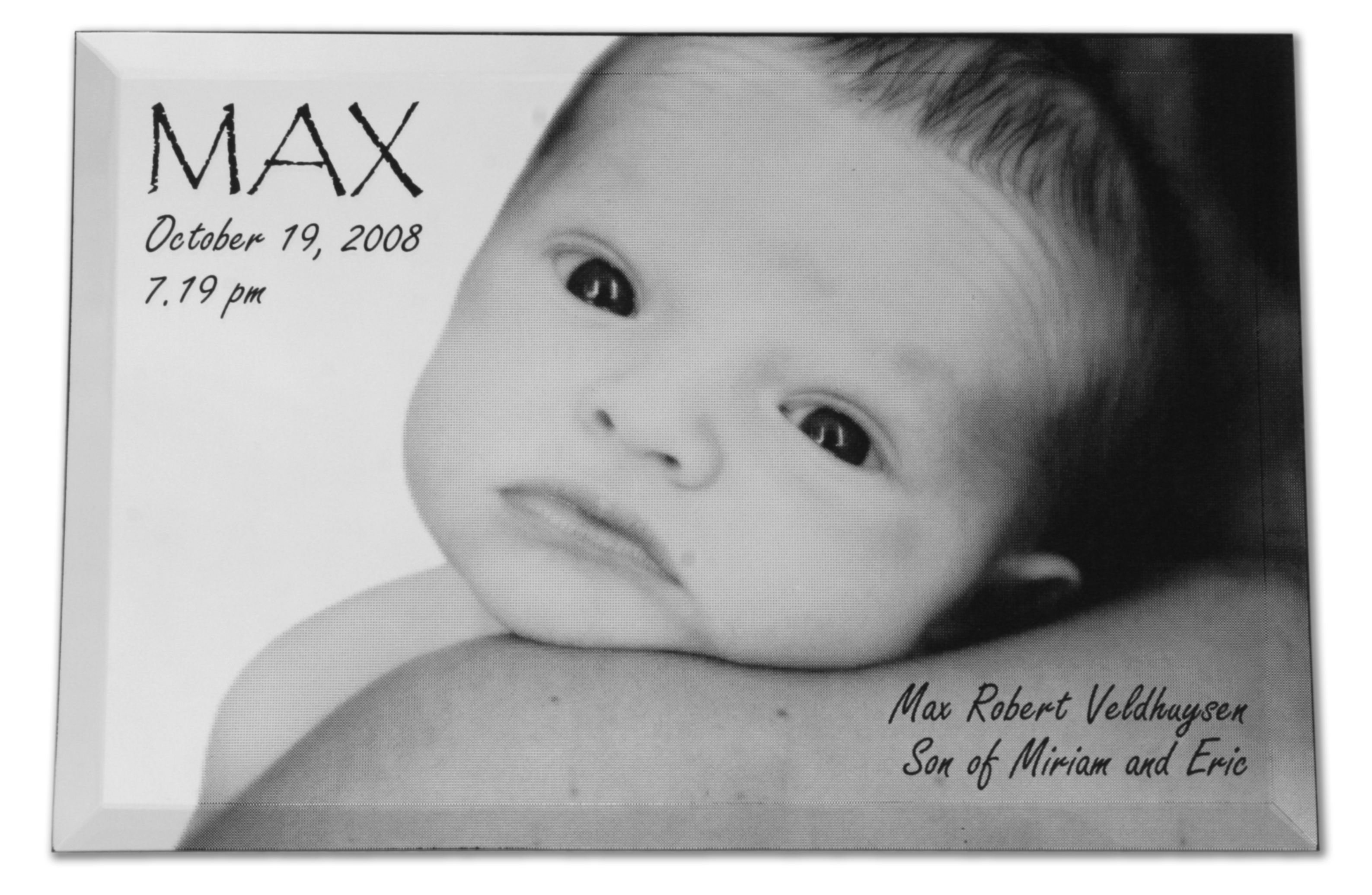
آینه حکاکی شده با لیزر. ابعاد آینه 20*30 سانتی‌متر، حک متن و تصویر روی آینه

همانند آینه‌های اچ‌شده به روش‌های معمول، تمرکز اولیه دستگاه های حکاکی لیزری این بود که تصویری را بر روی سطح شیشه آینه حک کنند. هنگامی که قدرت، تمرکز و سرعت بهینه شوند، می‌توان نتایج مشابه سندبلاست یا اچ شیمیایی را بدست آورد.
در سبک جدید حکاکی آینه، لیزر از طریق لایه نقره ای بازتابنده در عقب آینه پالس (حرکت ضربان مانند) می‌زند. در نتیجه، سمت شیشه‌ای یک آینه حکاکی شده با لیزر، دست نخورده باقی می‌ماند و خواص کامل انعکاسی آینه اصلی را حفظ می‌کند.
پس از اتمام مراحل حکاکی ، عقب آینه باید با یک پوشش جدید پر شود تا جزئیات لیزر شده در آینه پر شود. وقتی یک عکس یا متن با لیزر حکاکی می‌شود، یک پوشش از رنگ سیاه و سفید بهترین جلوه را به طرح جک شده می‌دهد و منجر به ایجاد یک تصویر سیاه و سفید مشخص می‌شود. همچنین می‌توان از پوشش‌های رنگی برای ایجاد بعد بیشتر در حکاکی استفاده کرد.

## کاربردهای صنعتی

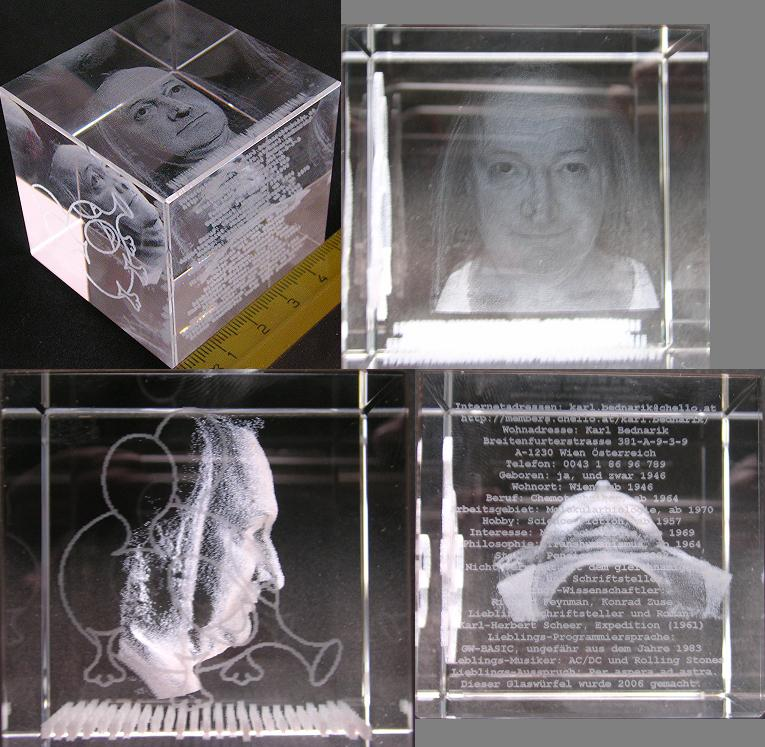
حکاکی سه بعدی

### حکاکی لیزری مستقیم صفحات و سیلندرهای فلکسوگرافی
از دهه 1970 حکاکی لیزری مستقیم صفحات و سیلندرهای چاپ فلکسوگرافی فرایندی دست‌نخورده است. شروع این فرایند استفاده از لیزر کربن‌دی‌اکسید برای تخریب یا تبخیر انتخابی انواع صفحات لاستیکی برای تولید یک سطح آماده‌ی چاپ بدون استفاده از مواد شیمیایی یا عکاسی بود. با استفاده از این فرآیند، هیچگونه پوشش فرسایش کاملی مانند تصویربرداری مستقیم با لیزر فتوپلیمر وجود ندارد (در ادامه بحث خواهد شد.) در عوض، یک سر لیزر کربن‌دی‌اکسید قدرتمند مواد ناخواسته را می‌سوزاند و یا آنها را از بین می‌برد. به دنبال آن یک شستشوی کوتاه با آب و چرخه خشک‌سازی وجود دارد که پیچیدگی کمتری نسبت به همین مرحله در مراحل پس از پردازش تصویر در تصویربرداری مستقیم با لیزر یا ساخت مرسوم صفحات فلکسو با استفاده از صفحات فتوپلیمر دارد. پس از حکاکی، فتوپلیمر از طریق لایه سیاه تصویر شده در معرض دید قرار گرفته و در فرآیند فتوپلیمر سنتی که به عکس‌برداری و مواد شیمیایی نیاز دارد، شسته می‌شود. (همانطور که در بخش بعدی توضیح داده خواهد شد.)
پیش از سال 2000، لیزرها نتایجی با کیفیت پایین در مواد مشابه لاستیک داشتند که دلیل آن ناهمواری سطح این مواد بود. در دهه‌ی 2000 لیزرهای فیبری معرفی شدند که کیفیت حکاکی در مواد پلیمری سیاه را به شدت بهبود بخشیدند. در نمایشگاه دروپا 2004 حکاکی مستقیم صفحات پلیمری معرفی شد. این مساله همچنین بر تولیدکنندگان لاستیکی که برای ماندن در رقابت، لاستیکهای با کیفیت بیشتر تولید کردند، تاثیر گذاشت. توسعهی ترکیبات پلیمری مناسب باعث شده است کیفیت حکاکی ممکن با لیزر الیاف در نوع چاپی نیز ممکن شود. از آن زمان حکاکی مستقیم فرمهای چاپ فلکسو توسط بسیاری به عنوان روش مدرن ساخت فرمهای چاپی شناخته میشود؛ زیرا که این روش اولین روشی است که به معنای واقعی دیجیتال است. 
به عنوان یک فرایند رقابتی، به تازگی سیستمهای لیزری معرفی شدهاند تا به صورت انتخابی لایه‌ی سیاه مات نازک یک صفحه‌ی فتوپلیمر مخصوص را حکاکی کنند.

### تصویربرداری لیزری فتوپلیمر مستقیم
این تصویربرداری، تصویربرداری مستقیم از صفحات فلکسودیجیتال بر روی یک درام یا استوانه با چرخش سریع است. این فرایند بر روی یک صفحه‌ی تنظیم‌کنندهی یکپارچه در یک گردش کار دیجیتالی انجام می‌شود که از تصحیح دیجیتالی هم پشتیبانی می‌کند. مجدداً این نیز یک فرایند بدون فیلم است که یکی از متغیرهای تعیین نقاط دقیق و ریز برای جلوه‌های نمایشی مانند چاپ رنگ پردازش‌شده را حذف می‌کند.
در این فرایند، تصاویری که الکترونیکی تولید شده‌اند اسکن شده و به سرعت به یک صفحه‌ی فتوپلیمری که یک لایه‌ی نازک پوشش سیاه روی سطحش دارد، منتقل می‌شوند. سر تصویربرداری با لیزر مادون قرمز که موازی با محور درام حرکت می‌کند، پوشش را از بین می‌برد تا پلیمر پخته‌نشده زیر آن نمایان شود. سپس یک تابش فرابنفش به سمت آن تابیده شده و تصویر را از طریق پوشش شکل میدهد. لایه سیاه باقی‌مانده اشعه فرابنفش را جذب می‌کند که این اشعه فتوپلیمر زیر لایه سیاه را در جاهایی که لایه سیاه از بین رفته پلیمریزه می‌کند. صفحه‌ی دیجیتالی که اشعه به آن تابیده هنوز مانند یک صفحه‌ی فلکسوی عادی نیاز به پردازش دارد. این پردازش به معنای استفاده از شستشودهنده با بیس حلال با استفاده از تکنیک‌های لازم برای بازیافت پسماند است؛ اگرچه صفحات دیجیتالی قابل شستشو با آب نیز در دست تولید هستند. این فناوری از سال 1995 مورد استفاده قرار گرفته است و اکنون با در دسترس قرار گرفتن تجهیزات ارزان قیمت، بیش از پیش در سراسر جهان مورد استفاده قرار می‌گیرد. منابع تجاری اعلام کردهاند حدود 650 عدد صفحات تنظیم پلاستیکی در مراکز بسته‌بندی، ساخت لیبل و تجارت نصب شده‌ است.

### حکاکی لیزری لوله‌های آنیلوکس
قبل از سال 1980 لوله‌های آنیلوکس با فرایندهای مکانیکی مختلفی تولید می‌شدند. بر روی این لوله‌های آنیلوکس گاهی سرامیک پاشیده می‌شود تا عمر آنها در دستگاه چاپ فلکسوگرافی افزایش یابد. در دهه 1980 سیستم‌های حکاکی لیزری معرفی شدند که از لیزر کربن‌دی‌اکسید برای حکاکی الگوی سلولی مورد نظر به طور مستقیم بر سطح صیقل‌خورده‌ی سرامیکی استفاده می‌کردند. از آن زمان لیزرهای Q-switched YAG برای مدتی پرکاربرد بودند زیرا که پرتوی لیزری متمرکزتری داشتند و همچنین فرکانس ضربان‌دار آنها افزایش یافته بود که آنها را قادر می‌ساخت حکاکی سلول‌‌های ریزتر که در پیشرفت فرایند چاپ فلکسوگرافی مورد نیاز بودند را انجام دهد. تقریبا از سال 2000 فرایند حکاکی لیزر مستقیم آنیلوکس توسط لیزرهای الیافی که قدرت زیاد لیزرهای دی‌اکسیدکربن را به همراه پرتوی YAG که به شدت متمرکز می‌شود تامین می‌کنند، تحت سلطه قرار گرفته است. سیستم‌های نوری که امکان تعویض سریع چند پرتوی مختلف را میسر می‌کنند، باعث شده‌اند که در این بازار، سیستم لیزر الیافی در این بازار غالب باشد. این نوآوری به آنیلوکس چند پرتویی یا MBA معروف شده‌است. 

### حکاکی لیزری زیر سطح (SSLE)
حکاکی لیزری زیر سطحی، فرایند حکاکی در یک ماده‌ی جامد شفاف به وسیله متمرکز کردن یک لیزر زیر سطح برای ایجاد شکستگی‌های کوچک است. چنین مواد حکاکی شده‌ای از کیفیت نوری بالایی بهره می‌برند (مناسب برای لنزها، با پاشندگی کم) تا پخش پرتو به حداقل برسد. شیشه‌‌ی BK7 ماده‌ای رایج برای این منظور است. پلاستیک هم برای این کار استفاده می‌شود اما در مقایسه با حکاکی در کریستال نوری، نتایج آن بسیار نامطلوب‌تر است. 
از سال 2009 استفاده از SSLE برای تولید تصاویر سه‌بعدی در کریستال‌های مخصوص سوغاتی و کادو یا موارد تبلیغاتی بسیار مقرون به صرفه تر شدهاست. تعداد بسیار کمی از طراحان تمرکز خود را بر روی طرح‌های دارای کریستال‌های بزرگ یا یکپارچه می‌کنند. تعدادی از تولیدکنندگان با گرفتن تصاویر سه‌بعدی و حکاکی آنها درون کریستال، کادوهای سفارشی تولید می‌کنند.

## مقالات مرتبط
- ماشین‌کاری پرتو لیزری
- کند و سوز لیزری
- برش لیزری